# EFL Trophy
EFL Trophy (do 2016. Football League Trophy, do 1992. godine Associate Members' Cup) je nogometno kup natjecanje kojeg organizira English Football League (do 2016. godine pod nazivom Football League) za klubove trećeg i četvrtog ranga engleskog nogometnog prvenstva, kojima je to uz FA kup i Liga-kup po važnosti treće kup natjecanje u sezoni.

## O natjecanju
Natjecanje je uvedeno 1983./84.kao zamjena za Football League Trophy pod nazivom Associate Members' Cup za klubove iz trećeg (Division Three, kasnije Division Two i League One) i četvrtog ranga (Division Four, kasnije Division Three i League Two) engleske nogometne lige (do 1992. i osnutka Premier lige klubovi Division Three i Division Four su imali status Associate Member - pridruženi član, a klubovi Division One i Division Two status Full Member - punopravni član, kasnije su svi klubovi iz članstva Football League imali status Full Member). 

Od sezone 1992./93.  natjecanje se zove  Football League Trophy, a od sezone 2016./17.  EFL Trophy. 

Od sezone 1984./85. natjecanje ima naziv po sponzoru. 

Uz klubove trećeg i četvrtog ranga engleske lige u natjecanju su između sezona 2000./01. i 2005./06. sudjelovali pozvani klubovi iz Football Conference (liga petog ranga u Engleskoj), a od sezone 2016./17. sudjeluje i 16 U-21 momčadi klubova iz Premier lige i Championshipa. 

Natjecanje se tradicionalno do poluzavršnice igra podijeljeno u dvije regionalne grupe - sjevernu (Northern Section) i južnu (Southern Section).
| pregled naziva natjecanja                                                                          | pregled naziva natjecanja | pregled naziva natjecanja |
| sezone                                                                                             | naziv natjecanja          | sponzorski naziv          |
| -------------------------------------------------------------------------------------------------- | ------------------------- | ------------------------- |
| 1983./84.                                                                                          | Associate Members Cup     | bez sponzora              |
| 1984./85. – 1986./87.                                                                              | Associate Members Cup     | Freight Rover Trophy      |
| 1987./88. – 1988./89.                                                                              | Associate Members Cup     | Sherpa Vans Trophy        |
| 1989./90. – 1990./91.                                                                              | Associate Members Cup     | Leyland DAF Cup           |
| 1991./92.                                                                                          | Associate Members Cup     | Autoglass Trophy          |
| 1992./93. – 1993./94.                                                                              | Football League Trophy    | Autoglass Trophy          |
| 1994./95. – 1999./00.                                                                              | Football League Trophy    | Auto Windscreens Shield   |
| 2000./01. – 2005./06. ↓LDV                                                                         | Football League Trophy    | LDV Vans Trophy           |
| 2006./07. – 2015./16.                                                                              | Football League Trophy    | Johnstone's Paint Trophy  |
| 2016./17. -                                                                                        | EFL Trophy                | Checkatrade Trophy        |
| |                           |                           |
| ↑LDV krajem 2005./06. LDV Vans otkazao sponzorstvo, natjecanje završemo kao Football League Trophy |                           |                           |

## Završnice
| sezona                 | mjesto završnice                    | pobjednik                    | rezultat              | poraženi                          |
| Associate Members Cup  | Associate Members Cup               | Associate Members Cup        | Associate Members Cup | Associate Members Cup             |
| ---------------------- | ----------------------------------- | ---------------------------- | --------------------- | --------------------------------- |
| 1983./84.              | Kingston upon Hull, Boothferry Park | AFC Bournemouth              | 2:1                   | Hull City (Kingston upon Hull)    |
| 1984./85.              | London, Wembley (1923.)             | Wigan Athletic               | 3:1                   | Brentford (London - Brentford)    |
| 1985./86.              | London, Wembley (1923.)             | Bristol City                 | 3:0                   | Bolton Wanderers                  |
| 1986./87.              | London, Wembley (1923.)             | Mansfield Town               | 1:1 (5:4 11 m)        | Bristol City                      |
| 1987./88.              | London, Wembley (1923.)             | Wolverhampton Wanderers      | 2:0                   | Burnley                           |
| 1988./89.              | London, Wembley (1923.)             | Bolton Wanderers             | 4:1                   | Torquay United                    |
| 1989./90.              | London, Wembley (1923.)             | Tranmere Rovers (Birkenhead) | 2:1                   | Bristol Rovers                    |
| 1990./91.              | London, Wembley (1923.)             | Birmingham City              | 3:2                   | Tranmere Rovers (Birkenhead)      |
| 1991./92.              | London, Wembley (1923.)             | Stoke City (Stoke-on-Trent)  | 1:0                   | Stockport County                  |
| Football League Trophy |                                     |                              |                       |                                   |
| 1992./93.              | London, Wembley (1923.)             | Port Vale (Stoke-on-Trent)   | 2:1                   | Stockport County                  |
| 1993./94.              | London, Wembley (1923.)             | Swansea City                 | 1:1 (3:1 11 m)        | Huddersfield Town                 |
| 1994./95.              | London, Wembley (1923.)             | Birmingham City              | 1:0 (prod.)           | Carlisle United                   |
| 1995./96.              | London, Wembley (1923.)             | Rotherham United             | 2:1                   | Shrewsbury Town                   |
| 1996./97.              | London, Wembley (1923.)             | Carlisle United              | 0:0 (4:3 11 m)        | Colchester United                 |
| 1997./98.              | London, Wembley (1923.)             | Grimsby Town (Cleethorpes)   | 2:1                   | AFC Bournemouth                   |
| 1998./99.              | London, Wembley (1923.)             | Wigan Athletic               | 1:0                   | Millwall (London)                 |
| 1999./00.              | London, Wembley (1923.)             | Stoke City (Stoke-on-Trent)  | 2:1                   | Bristol City                      |
| 2000./01.              | Cardiff, Millennium Stadium         | Port Vale (Stoke-on-Trent)   | 2:1                   | Brentford (London - Brentford)    |
| 2001./02.              | Cardiff, Millennium Stadium         | Blackpool                    | 4:1                   | Cambridge United                  |
| 2002./03.              | Cardiff, Millennium Stadium         | Bristol City                 | 2:0                   | Carlisle United                   |
| 2003./04.              | Cardiff, Millennium Stadium         | Blackpool                    | 2:0                   | Southend United (Southend-on-Sea) |
| 2004./05.              | Cardiff, Millennium Stadium         | Wrexham                      | 2:0 (prod.)           | Southend United (Southend-on-Sea) |
| 2005./06.              | Cardiff, Millennium Stadium         | Swansea City                 | 2:1                   | Carlisle United                   |
| 2006./07.              | Cardiff, Millennium Stadium         | Doncaster Rovers             | 3:2 (prod.)           | Bristol Rovers                    |
| 2007./08.              | London, Wembley                     | Milton Keynes Dons           | 2:0                   | Grimsby Town (Cleethorpes)        |
| 2008./09.              | London, Wembley                     | Luton Town                   | 3:2 (prod.)           | Scunthorpe United                 |
| 2009./10.              | London, Wembley                     | Southampton                  | 4:1                   | Carlisle United                   |
| 2010./11.              | London, Wembley                     | Carlisle United              | 1:0                   | Brentford (London - Brentford)    |
| 2011./12.              | London, Wembley                     | Chesterfield                 | 2:0                   | Swindon Town                      |
| 2012./13.              | London, Wembley                     | Crewe Alexandra              | 2:0                   | Southend United (Southend-on-Sea) |
| 2013./14.              | London, Wembley                     | Peterborough United          | 3:1                   | Chesterfield                      |
| 2014./15.              | London, Wembley                     | Bristol City                 | 2:0                   | Walsall                           |
| 2015./16.              | London, Wembley                     | Barnsley                     | 3:2                   | Oxford United                     |
| EFL Trophy             |                                     |                              |                       |                                   |
| 2016./17.              | London, Wembley                     | Coventry City                | 2:1                   | Oxford United                     |

## Poveznice
- efl.com Checkatrade Trophy  Arhivirana inačica izvorne stranice od 20. prosinca 2016. (Wayback Machine)
- Football League Group Cup
- Engleski Liga kup
- Full Members Cup
- League One